# Starý Hrádok
Starý Hrádok é um município da Eslováquia, situado no distrito de Levice, na região de Nitra. Tem 6,57 km² de área e sua população em 2018 foi estimada em 196 habitantes.

## Demografia
| Ano:        | 1994 | 2004   | 2014   | 2024    |
| ----------- | ---- | ------ | ------ | ------- |
| Broj ljudi: | 183  | 174    | 187    | 233     |
| Razlika:    |      | -4,91% | +7,47% | +24,59% |

| Ano:               | 2023 | 2024   |
| ------------------ | ---- | ------ |
| Número de pessoas: | 225  | 233    |
| Diferença:         |      | +3,55% |